# Marcel Amiguet

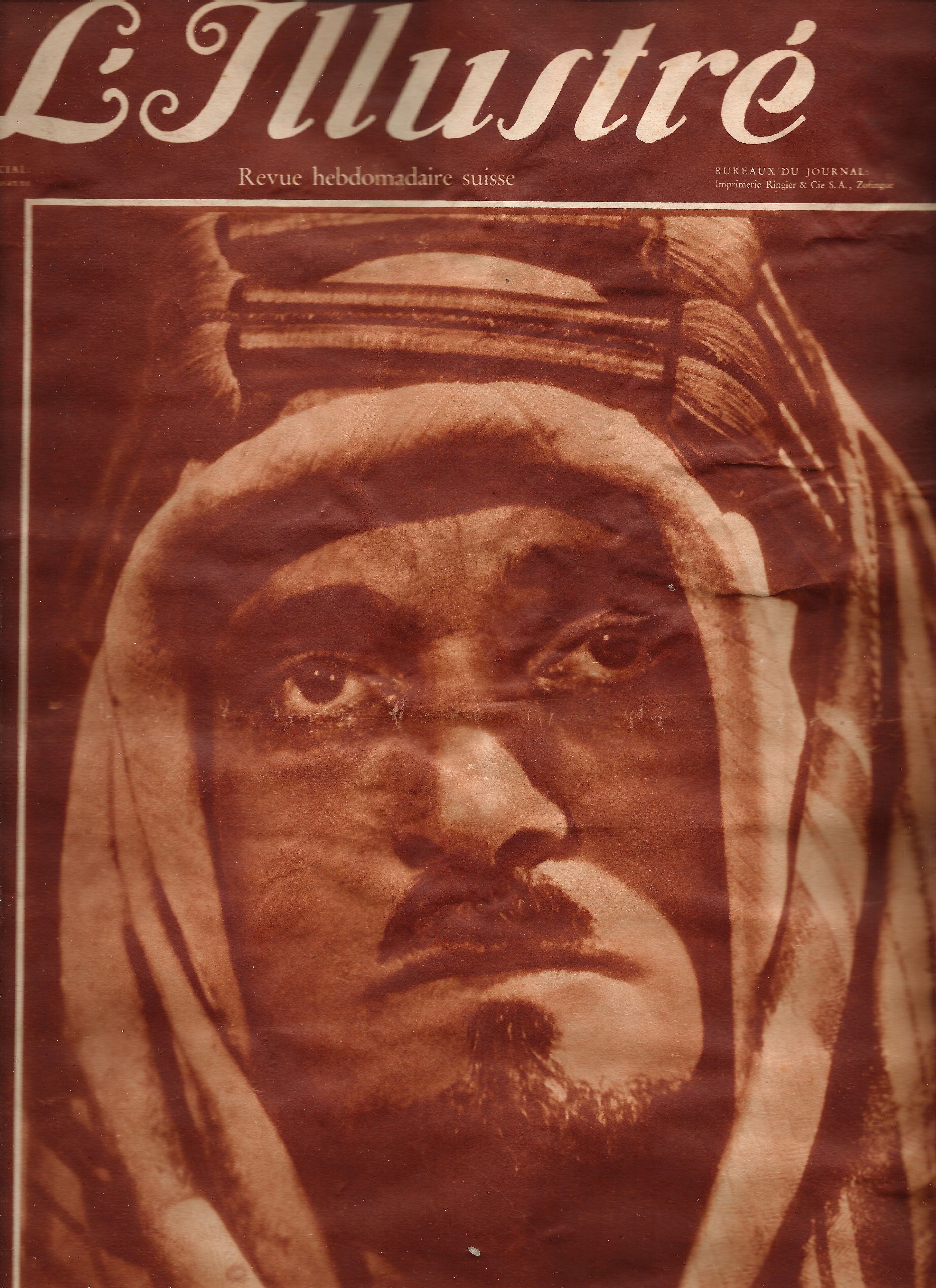
Marcel Amiguet als Araber in der L’Illustré vom 23. November 1933

Marcel Amiguet (* 24. Juli 1891 in Ollon; † 10. August 1958 ebenda) war ein Schweizer Maler und Porträtgrafiker, der lange Zeit in Paris lebte. Sein Werk ist von der Musik, den Bergen und dem Orient geprägt.

## Werdegang

### Biografisches
Marcel Amiguet wurde am 24. Juli 1891 in Ollon geboren. Er besuchte die Grundschule in Luzern und anschliessend die Handelsschule in Lausanne. Er arbeitete einige Zeit als Postbeamter und begann seine künstlerische Laufbahn als Amateur. Ihn begeisterten die Entsprechungen zwischen Klängen und Farben.
1912 zog er nach Paris. Hier besuchte er Kurse an der École des Beaux-Arts. Bei Paul Baudoüin studierte er Freskenmalerei und malte mit François Flameng und Louis-Joseph-Raphaël Collin. Im berühmten Atelier von Fernand Cormon schloss er sich dem Maler Robert Fernier an, der zu einem seiner treuesten Freunde wurde. 1920 heiratete er die Pianistin Madeleine Vaudou, die Schwester des Malers Gaston Vaudou, in dessen Atelier er in Paris wohnte. Sie führte ihn in die Schola cantorum ein und nahm an mehreren Konzerten teil, die im Atelier des Malers stattfanden.
Amiguet hielt sich abwechselnd in Paris, Ollon und Les Charbonnières (Vallée de Joux) auf, wo eine seiner Schwestern wohnte und wo er 1920 die Kirche mit drei allegorischen Figuren, La Foi, L’Espérance und La Charité, schmückte. Die Landschaften des Jura und der Alpen bildeten lange Zeit seine wichtigste Inspirationsquelle.
Die 1920er Jahre waren für Amiguet eine relativ erfolgreiche Zeit. Er stellte in verschiedenen Pariser Galerien und Salons aus, erhielt einen Lehrauftrag am Institut Martenot in Neuilly (1924–1928, 1934–1938), organisierte Konzerte in seinem Atelier und hielt zahlreiche Vorträge über die Beziehungen zwischen den Künsten.

Marcel Amiguet, Porträt von Maurice Ravel, 1928

1928 nahm er an einer Ausstellung mit Werken aus Lap teil, einem gefärbten Zement, der die leuchtendsten Farben wiedergeben konnte.

### Musikliebender Maler und Grafiker
Als Amateurgeiger war Amiguet ein eifriger Zuhörer von Vincent d’Indy und der Schola cantorum, an der dieser unterrichtete und wo er viele Musiker kennenlernte. So veröffentlichte Amiguet 1928 ein Album mit Radierungen, in dem er die Gesichter von Georges Auric, Jean Cras, Paul Dukas, Manuel de Falla, Arthur Honegger, Vincent d’Indy, Darius Milhaud, Henri Rabaud, Maurice Ravel, Albert Roussel, Florent Schmitt und Igor Strawinsky abbildete. Kurioserweise ist das Porträt von Serge Prokofjew, das Marcel Amiguet 1928 ebenfalls druckte, nicht in dieser Serie enthalten.
Amiguet, der sich sowohl für Musik- als auch für Kunsttheorie begeisterte, gilt als einer der zahlreichen intellektuellen Nachfolger des Jesuiten Louis Bertrand Castel, der bereits zu Beginn des 18. Jahrhunderts versucht hatte, Entsprechungen zwischen Tönen und Farben herzustellen. Wie andere helvetische Landsleute versuchte Amiguet, die Grundlagen für ein präzises System von Äquivalenzen zwischen Tönen und Farben zu schaffen. Er verbreitete seine Theorien durch seine Kurse am Martenot-Institut und durch zahlreiche Vorträge. Diese Suche ist im Übrigen Teil einer damals in Europa allgegenwärtigen Reflexion, die die Einheit der Kunst und die Idee einer Kunst der Zukunft zum Thema hat, die auf der Perfektionierbarkeit der menschlichen Wahrnehmung beruht. Bereits 1919 stellte er eine Folge von vier Gemälden aus, deren Titel die Sätze einer Symphonie waren, und fertigte eine «wörtliche Übersetzung» der dritten Fuge aus Johann Sebastian Bachs Wohltemperiertem Klavier an, die 1923 ausgestellt wurde, oder zwei Jahre später einen Wandteppich aus Le Réveil de la nature nach einem Satz aus Albert Roussels erster Symphonie mit dem Titel Poème de la forêt, in dem «statt nebeneinander wie in einer Melodie die Farben wie in musikalischen Akkorden übereinandergelegt werden, wodurch farbige Grautöne entstehen».

Werke von Marcel Amiguet
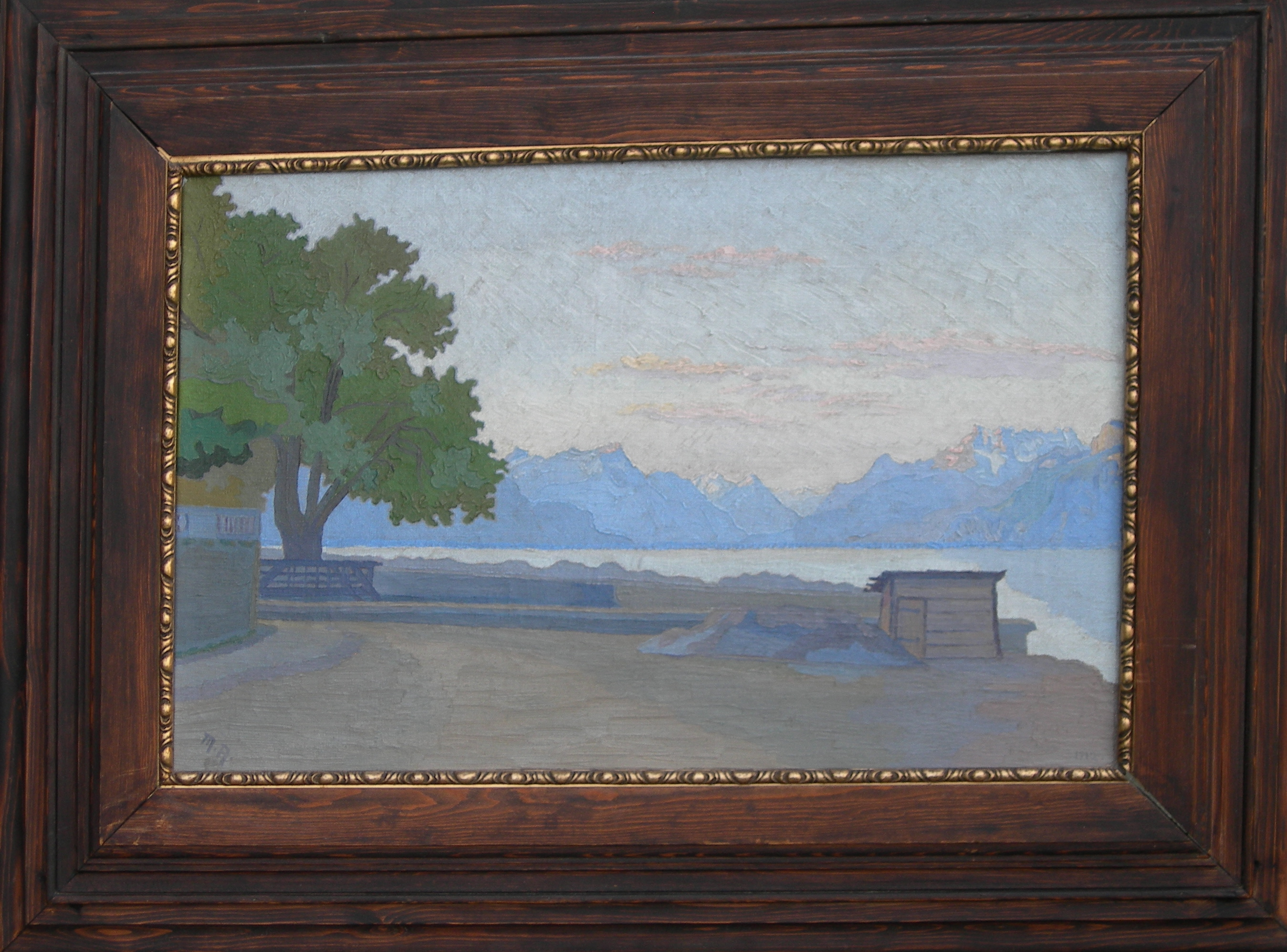
Blick von Cully über den Genfersee Richtung Unterwallis, 1912
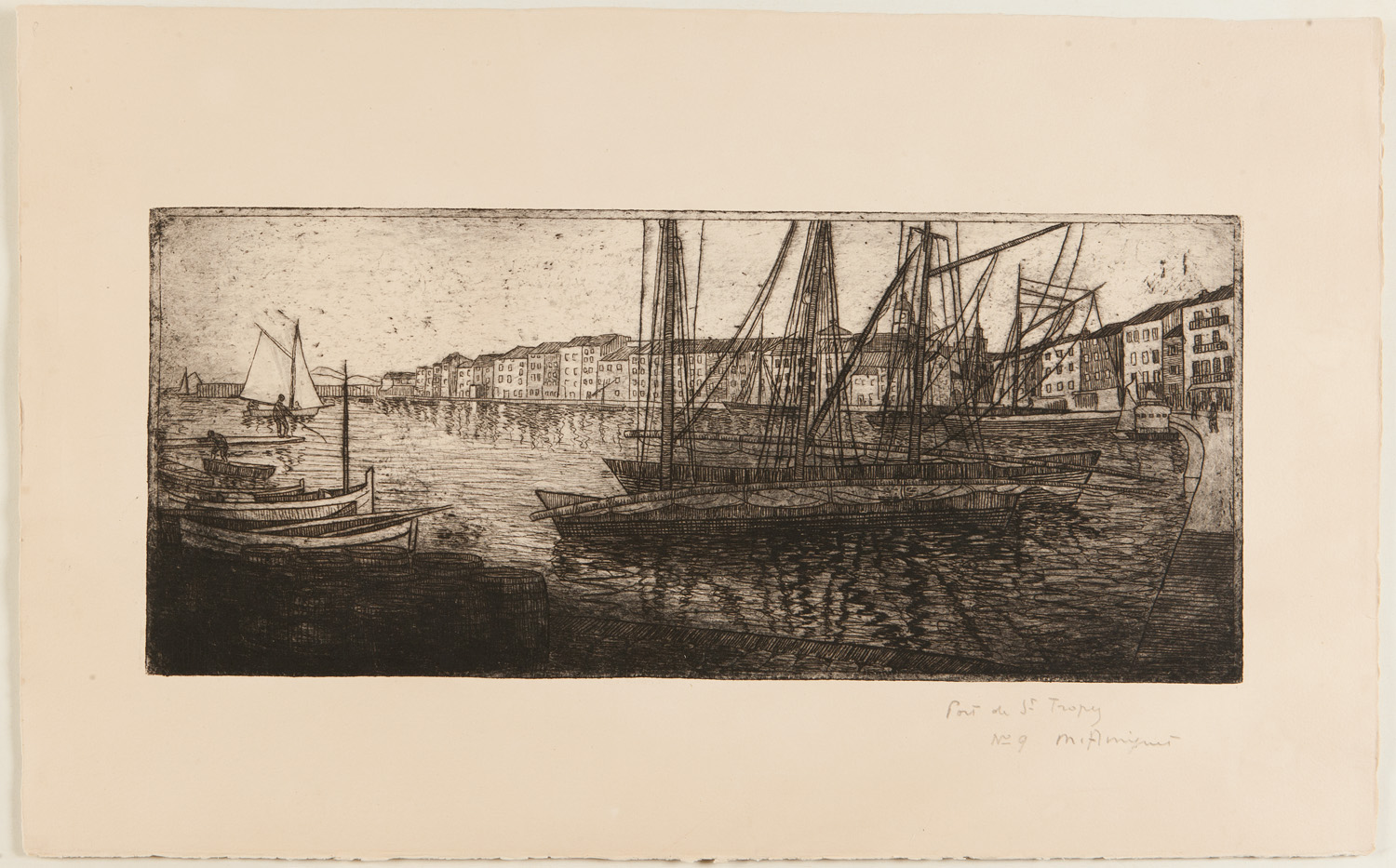
St-Tropez
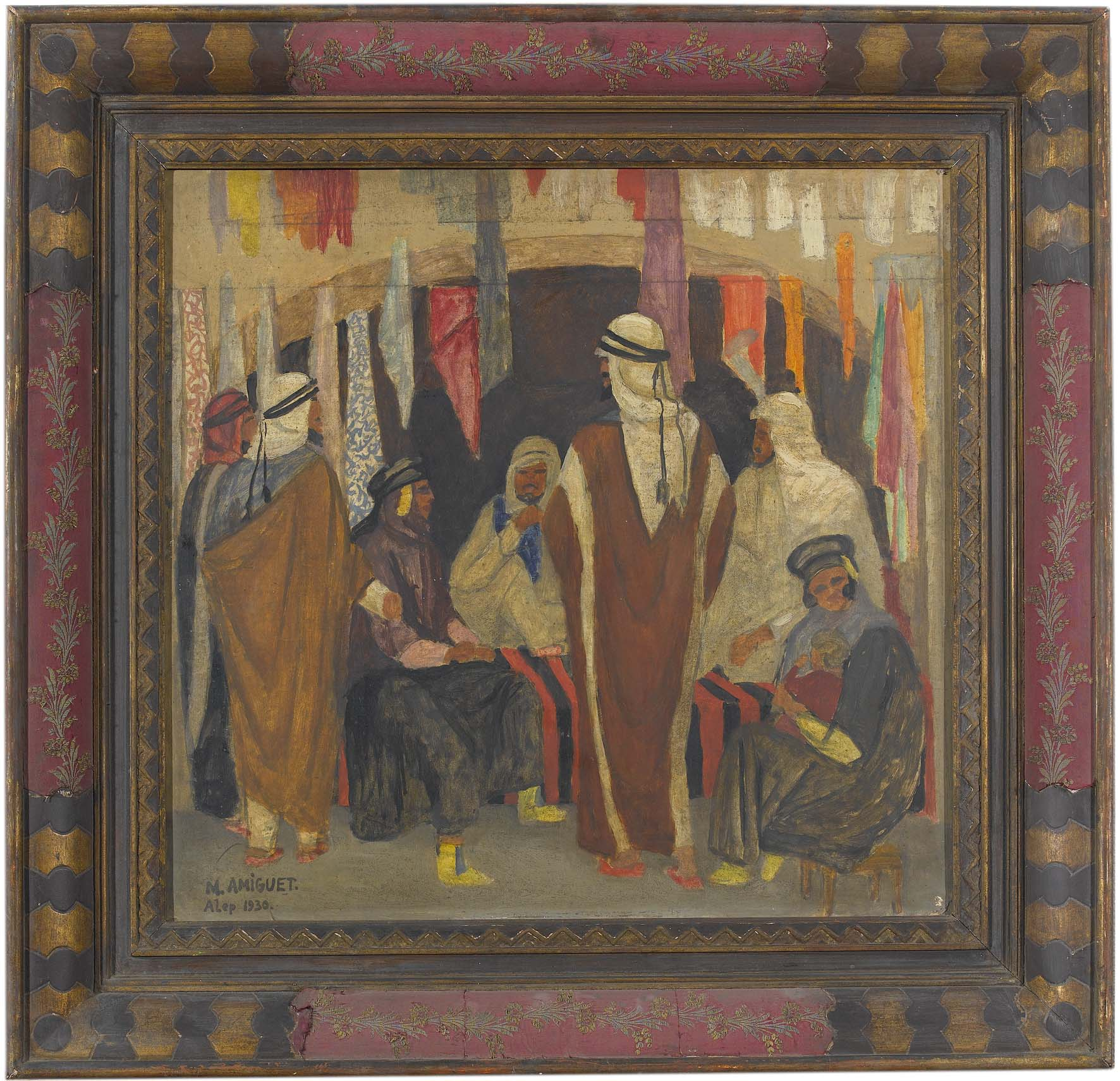
Souk d’Alep, 1930, Öl auf Holz
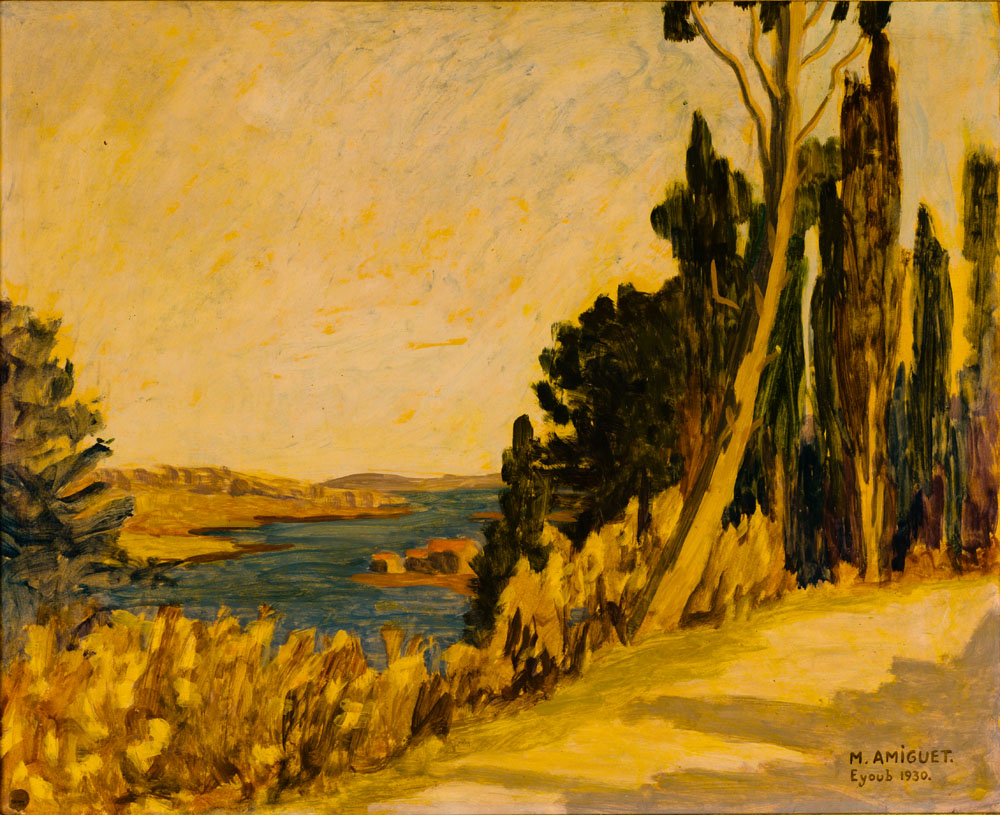
Paysage turc (Eyoub), 1930, Öl
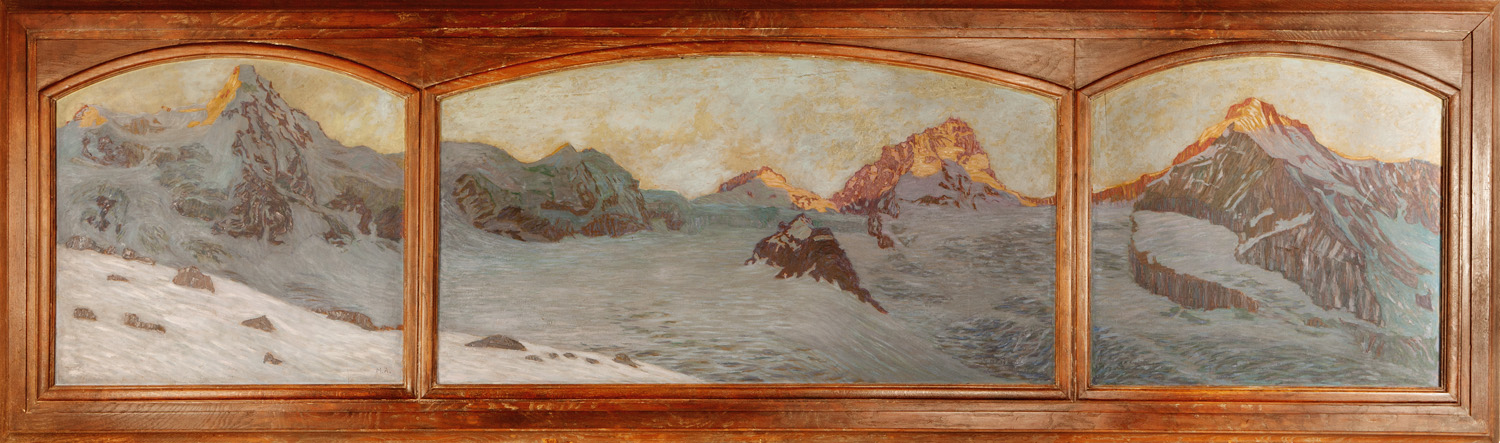
Triptyque du Grand-Mountet, 1918

### Reisender
Amiguet fühlte sich, wie viele andere Künstler auch, vom Orient angezogen. Er beschloss, mit einem Atelierfahrzeug zu reisen, das er L’Ouvège nannte, eine Art Wohnmobil, das er selbst entworfen hatte und das von den Renault-Werken speziell für ihn gebaut worden war. Am 13. März 1929 fiel Amiguet, der Radio, Presse und Kino über aktuelle Ereignisse informiert hatte, bei seiner Abfahrt von der Place de la Concorde in Paris auf. In der Folgezeit wurden ihm in zahlreichen Zeitungen mehr als achtzig, oftmals illustrierte Artikel gewidmet. Seine fast vierjährige Reise führte ihn bis nach Bombay. Als begeisterter Fotograf dokumentierte er seine Reisen und verfasste ausserdem – mit einem gewissen literarischen Talent – ein beeindruckendes Reisetagebuch, das zum Teil veröffentlicht wurde. Dank seinem Werbetalent konnte er jede Ankunft in einer Hauptstadt inszenieren und zu einem Medienereignis machen. Zur Finanzierung seiner Reise fertigte er Porträts von zahlreichen Prominenten an, die er auf seiner Reise zufällig traf. Im Oktober 1933 organisierte er in der Galerie Renaissance in Paris eine Ausstellung mit 247 Gemälden und Zeichnungen sowie 312 Objekten, die er von seiner Reise mitgebracht hatte.

Amritsar, Le temple d’or (fotografiert von Marcel Amiguet), 1931
Ankunft des Ouvège auf der Place de la Concorde, am 29. Dezember 1932

### Die letzten Jahre
Nach seiner Rückkehr in die Heimat in den 1930er Jahren pendelte Amiguet bis zum Zweiten Weltkrieg zwischen Paris und der Schweiz. Auch danach reiste er wieder, wieder mit dem Auto, diesmal mit L’Antenne (Peugeot 402). Er besuchte Spanien, Portugal, Italien, England und machte auch einen Abstecher nach Ägypten. Auch die Zentralschweiz und das Tessin inspirierten ihn zu zahlreichen Landschaftsbildern.
Wegen psychischer Probleme musste er jedoch mehrmals ins Krankenhaus eingeliefert werden. Ein Verfolgungswahn schnitt ihn nach und nach sogar von seinen engsten Vertrauten ab. Isoliert starb er am 10. August 1958 in seinem Atelier in Ollon. Philippe Junod schrieb über ihn (in deutscher Übersetzung):

«Ollon – Paris – Bombay – Ollon. So endet der Lebensweg dieses kleinen Postbeamten, der für kurze Zeit zum Society-Star und dann zum Prinzen aus Tausendundeiner Nacht wurde. Doch alle Märchen haben ein Ende. Von den Medien vergessen, […], verbannt in die Einsamkeit seines Ateliers in Ollon, einer wahren Höhle von Ali Baba, lebte der Maler seine letzten Jahre in einer anderen Welt und pflegte seine Nostalgie und seine Fantasien.»

## Nachlass
Die meisten seiner Werke befinden sich heute in Privatsammlungen. Sein Porträt des Kriminologen Rodolphe Archibald Reiss, dessen Tod er miterlebt hatte, erschien im August 1930 auf der Titelseite der Zeitschrift Europe Illustrée.
Mehrere Gemälde und eine Serie von Grafiken, geschenkt von Philippe Junod, befinden sich in der Fondation Ateliers d’artiste.
Ein Dossier und ein Teilnachlass befinden sich im Schweizerischen Kunstarchiv der SIK-ISEA.

## Rezeption
Seit seinem Aufenthalt in Paris erlangte Amiguet einen gewissen internationalen Bekanntheitsgrad, doch dann geriet er in völlige Vergessenheit.
Diese Damnatio memoriae betrifft auch seine Werke, von denen einige, obwohl sie sich im Besitz öffentlicher Institutionen befinden, verloren gegangen sind. Als das Portfolio der Visages vom Cabinet des estampes der Bibliothèque nationale de Paris aufgelöst wurde, wurde jede Radierung ohne Angabe von Marcel Amiguet in die ikonografische Akte des Modells aufgenommen. Demnach wurden diese Porträts ohne Autorenangabe veröffentlicht oder einem «Aunuquet» oder «Th. Strawinsky» zugeschrieben. Die Monografie von Philippe Junod und ein neuer Eintrag im SIKART-Lexikon stellen die Sachlage klar.
Der Grabstein von Marcel Amiguet, der nach der Aufhebung seines Grabes geborgen wurde, steht vor dem Schloss von Ollon.